# Aldrichimica Acta
Aldrichimica Acta est une revue scientifique, publiée depuis 1968 par Sigma-Aldrich. Ses publications sont en libre accès et les articles s'attachent à présenter l'état de l'art dans le domaine de la chimie organique.
D'après le Journal Citation Reports, le facteur d'impact de ce journal était de 17,083 en 2014.